# 5683 Bifukumonin
5683 Bifukumonin è un asteroide della fascia principale. Scoperto nel 1990, presenta un'orbita caratterizzata da un semiasse maggiore pari a 2,2121540 UA e da un'eccentricità di 0,2157360, inclinata di 4,79012° rispetto all'eclittica.